# Olaya (estación)
La estación sencilla Olaya, hace parte del sistema de transporte masivo de Bogotá, TransMilenio inaugurado en el año 2000.

## Ubicación
La estación se encuentra ubicada en el sur de la ciudad, más específicamente en la Avenida Caracas entre calles 27 Sur y 28 Sur. Se accede a ella mediante un cruce semaforizado ubicado sobre la calle 27 Sur.

## Origen del nombre
La estación recibe el nombre por ubicarse a un costado del barrio Olaya, y cerca del conocido Estadio Olaya Herrera, donde desde 1959 cada año se disputa el Hexagonal del Olaya, el torneo de fútbol aficionado más tradicional del país.
También atiende la demanda del barrio Gustavo Restrepo y alrededores.

## Historia
A comienzos del año 2001, fue inaugurada la segunda fase de la Troncal Caracas desde Tercer Milenio, hasta la estación intermedia de la Calle 40 Sur. Meses más tarde el servicio fue extendido al sur, hasta el Portal Usme.
Durante el Paro nacional de 2021, la estación sufrió diversos ataques que afectaron de forma considerable las puertas de vidrio y demás infraestructura de la estación, razón por la cual se encontró inoperativa. Por ello se implementó un servicio circular como contingencia.

## Servicios de la estación

### Servicios troncales
| Tipo                                | Rutas al Norte | Rutas al Sur |
| ----------------------------------- | -------------- | ------------ |
| Ruta fácil                          | 3              | 3            |
| Expresos todos los días todo el día | B72 C15        | H15 H72      |
| Expresos lunes a sábado todo el día | D20            | H20          |

### Esquema
| ← Norte      |         |         |
| Calle 27 Sur | 3B72    | C15D20  |
|              | Vagón 2 | Vagón 1 |
| Calle 27 Sur | 3H72    | H15H20  |
| Sur →        |         |         |

## Ubicación geográfica
| Noroeste: Rafael Uribe Uribe | Norte: H Restrepo | Nordeste: Rafael Uribe Uribe             |
| Oeste: G General Santander   |                   | Este: L Country Sur L Portal 20 de Julio |
| Suroeste: Rafael Uribe Uribe | Sur: H Quiroga    | Sureste: Rafael Uribe Uribe              |